# Santa Tereza do Oeste
Santa Tereza do Oeste – miasto i gmina w Brazylii, w stanie Parana. Znajduje się w mezoregionie Oeste Paranaense i mikroregionie Cascavel.